# Incertae sedis

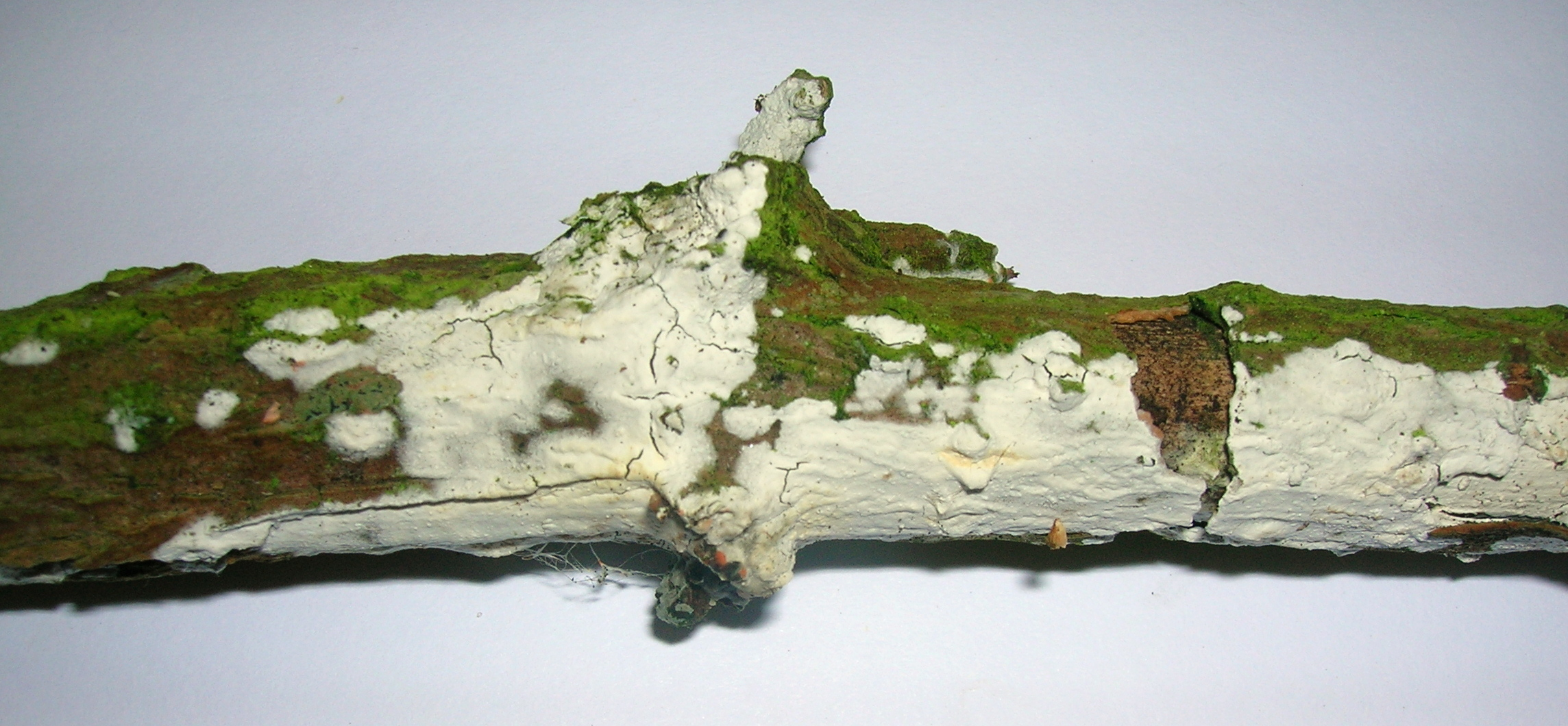
Fong incertae sedis Hyphodontia sambuci creixent sobre una branca de saüc

Incertae sedis és una expressió llatina usada en taxonomia per a assenyalar la incapacitat per situar exactament un tàxon (per exemple, una espècie o gènere) dins la classificació. Incertae sedis s'abreuja comunament com a inc. set. Es pot traduir per ‘de posició incerta’.
La necessitat de deixar un grup amb aquesta denominació reflecteix la parcialitat del coneixement sistemàtic, i darrere del seu ús generalment no hi ha una manca d'informació i d'una hipòtesi sobre el possible parentiu, sinó una falta d'acord entre els especialistes. La denominació incertae sedis ha de considerar-se clarament provisional i dura tant com es triga a reunir les proves per acordar una proposta més pertinent.
Per exemple, el fong encara poc estudiat Hyphodontia sambuci que creix sobre l'escorça del saüc (Sambucus nigra) en forma de taques blanques, el 2006 era classificat com a incertae sedis.